# Proposal Daisakusen
Proposal Daisakusen (jap. プロポーズ大作戦 Puropōzu Daisakusen) – japońska TV drama emitowana na antenie Fuji TV od 16 kwietnia do 24 czerwca 2007.
Niespełna rok po emisji serialu, 25 marca 2008 został wyemitowany odcinek specjalny.
W 2012 roku powstał również koreański remake serialu zatytułowany Operation Proposal (kor. 프러포즈 대작전, Pereopyojeu Daejakjeon).

## Fabuła
Ken Iwase jest na ślubie swojej przyjaciółki Rei Yoshidy. W rzeczywistości kocha ją i żałuje, że nigdy nie wyznał jej swoich uczuć. Duszek, który pojawia się na ceremonii, pozwala mu podróżować w czasie i jeszcze raz zawalczyć o serce Rei.

## Bohaterowie

### Główni
- Ken Iwase (jap. 岩瀬 健 Iwase Ken)

Główny bohater serialu. Najbardziej żałuje tego, że nigdy nie wyznał Rei swoich uczuć, która pieszczotliwie nazywa go Ken – Zou. W szkole był członkiem drużyny baseballowej, a obecnie pracuje jako sprzedawca. Podczas ślubu Rei, wróżka umożliwiła mu podróż w czasie. Podróże te są możliwe dzięki zdjęciom upamiętniającym najważniejsze chwile. Ken ma bardzo dobre serce. Nawet Tada otrzymuje jego pomoc, mimo iż Ken wie, że w przyszłości będą rywalami o uczucia Rei.
- Rei Yoshida (jap. 吉田 礼 Yoshida Rei)

Rei zna Kena od małego. Poznali się w szkole, kiedy Ken złamał swoją gumkę i podzielił się z nią z Rei. Potajemnie kocha się w nim, jednak nigdy nie zdradziła swoich uczuć. W szkole zawsze siedziała obok Kena. Na studiach studiowała architekturę (zdobyła nagrodę za swój projekt). Pod koniec serialu zdała sobie sprawę z tego, że nigdy nie zaryzykowała wyjawienia swoich uczuć i dlatego też ucieka ze swojego ślubu, aby powiedzieć Kenowi prawdę.

### Drugoplanowi
- Tetsuya Tada (jap. 多田 哲也 Tada Tetsuya) – Na początku był nauczycielem w szkole Kena. Z czasem zaprzyjaźnia się z Kenem i jego przyjaciółmi, a ostatecznie oświadcza się Rei.
- Enokido Mikio (jap. 榎戸 幹雄 Mikio Enokido) – Miko jako jedyny doszedł do wniosku, że Ken podróżuje w czasie i decyduje się mu pomóc w zdobyciu Rei.
- Eri Oku (jap. 奥 エリ Oku Eri) – Dziewczyna w której kochał się Tsuru. Ostatecznie decyduje się z nim umówić.
- Hisashi Tsurumi (jap. 鶴見 尚 Tsurumi Hisashi) – Jeden z przyjaciół Kena. Od zawsze kochał się w Eri. Nie zrażały go nawet liczne odrzucenia

## Obsada
- Tomohisa Yamashita jako Ken Iwase
- Kaito Kitamura (Ken w trzeciej klasie)
- Masami Nagasawa jako Rei Yoshida
- Tamaki Matsumoto (Rei w trzeciej klasie)
- Kurumi Hashimoto (Rei w szkole podstawowej)
- Naohito Fujiki jako Tetsuya Tada
- Nana Eikura jako Eri Oku
- Yūta Hiraoka jako Mikio Enokido
- Gaku Hamada jako Tsurumi Hisashi
- Hiroshi Mikami jako Wróżka
- Yutaka Matsushige jako Matsunori Itō
- Shigenori Yamazaki jako Junzō Minorikawa
- Leo Morimoto jako Takanori Yoshida
- Yoshiko Miyazaki jako Reina Yoshida
- Gota Watabe jako Socrates
- Fumina Hara jako Yuko Matsuki

## Spis odcinków
| N/o       | Tytuł | Reżyseria          | Premiera         |
| --------- | --- | ------------------ | ---------------- |
| 1         | Kōshien iketara kekkon dekiru!? (甲子園行けたら結婚できる!?)                                                 | Gaku Narita        | 16 kwietnia 2007 |
| 2         | Kōhī gyūnyū de kekkon dekiru!? (コーヒー牛乳で結婚できる!?)                                                  | Gaku Narita        | 23 kwietnia 2007 |
| 3         | Seki ga e shitara kekkon dekimasu ka (席がえしたら結婚できますか)                                            | Gaku Narita        | 30 kwietnia 2007 |
| 4         | Dai 2 botan de kekkon dekimasu ka (第2ボタンで結婚できますか)                                                | Yūsuke Katō        | 7 maja 2007      |
| 5         | Ashita yarou wa baka yarōdesu ka (明日やろうは馬鹿野郎ですか)                                                | Yūsuke Katō        | 14 maja 2007     |
| 6         | 10-dai saishū-bi nani o sotsugyō shimasu ka (10代最終日何を卒業しますか)                                     | Gaku Narita        | 21 maja 2007     |
| 7         | Koi to hanabi wa itsu chirimasu ka? (恋と花火はいつ散りますか?)                                              | Yūsuke Katō        | 28 maja 2007     |
| 8         | Toshikoshi ni nagasu namida wa honmonodesu ka (年越しに流す涙は本物ですか)                                   | Gaku Narita        | 4 czerwca 2007   |
| 9         | Saigo no isshun ni nani o kakemasu ka (最後の一瞬に何を賭けますか)                                           | Yasuhiro Hatsuyama | 11 czerwca 2007  |
| 10        | Last Hallelujah Chance (ラスト・ハレルヤチャンス)                                                            | Gaku Narita        | 18 czerwca 2007  |
| 11        | Namida no kokuhaku wa kiseki o yobimasu ka (涙の告白は奇跡を呼びますか)                                      | Gaku Narita        | 25 czerwca 2007  |
| Specjalny | 14 toshikoshi no koi ni eien o chikau shunkan wa otozuremasu ka? (14年越しの恋に永遠を誓う瞬間は訪れますか?) | Gaku Narita        | 25 marca 2008    |

## Nagrody
| Rok  | Ceremonia                                         | Kategoria                         | Nominowany                                                   | Wynik   | Źródło |
| ---- | ------------------------------------------------- | --------------------------------- | ------------------------------------------------------------ | ------- | ------ |
| 2007 | 53. The Television Drama Academy Awards           | Najlepszy serial                  | Proposal Daisakusen (jap. プロポーズ大作戦)                  | Nagroda | [ 1 ]  |
| 2007 | 53. The Television Drama Academy Awards           | Najlepszy motyw przewodni serialu | Keisuke Kuwata za „Ashita hareru kana” (jap. 明日晴れるかな) | Nagroda | [ 1 ]  |
| 2007 | 11. Grand Prix Telewizyjnych Nagród Nikkan Sports | Najlepszy serial                  | Proposal Daisakusen (jap. プロポーズ大作戦)                  | Nagroda |        |
| 2007 | 11. Grand Prix Telewizyjnych Nagród Nikkan Sports | Najlepszy aktor                   | Tomohisa Yamashita                                           | Nagroda | [ 2 ]  |
| 2007 | 11. Grand Prix Telewizyjnych Nagród Nikkan Sports | Najlepszy aktorka                 | Masami Nagasawa                                              | Nagroda |        |
| 2007 | 11. Grand Prix Telewizyjnych Nagród Nikkan Sports | Najlepszy aktorka drugoplanowa    | Nana Eikura                                                  | Nagroda |        |
| 2007 | 11. Grand Prix Telewizyjnych Nagród Nikkan Sports | Najlepszy aktor drugoplanowy      | Gaku Hamada                                                  | Nagroda |        |